# Óengus mac Óengobann
Óengus mac Óengobann („Óengus, Sohn des Óengoba“, auch bekannt als der Heilige Óengus von Tallaght oder Óengus der Culdee, Oengus Culdeus, in modernem Irisch Aonghas mac Aonghobhann; * um 780 in Cluain Eidhneach, Irland; † vermutl. 11. März 824, Festtag 11. März) war ein irischer Eremit und Schriftsteller, der im 9. Jahrhundert lebte. 

## Werk
Oengus ist Autor des Heiligenkalenders des Óengus (Félire Óengusso). Bei dem wohl zwischen 794 und 808 entstandenen Werk handelt es sich um ein Gedicht aus 591 vierzeiligen Strophen. Es ist im rinnard-Metrum abgefasst, die zweite und vierte der jeweils sechssilbigen Strophen sind gereimt. Im aus 365 Vierzeilern bestehenden Hauptteil werden für jeden Tag des Jahres die jeweiligen Hauptheiligen und knappe weitere Informationen (z. B. Epitheta) genannt. Die Verse werden ergänzt durch Glossen und längere, den Text unterbrechende Kommentare. Das Félire hat Bedeutung für die Hagiographie und für die irische Kirchen- und Sprachgeschichte. Möglicherweise war Oengus auch Mitautor der „Märtyrologie von Tallaght“. 

## Leben
Laut der Catholic Encyclopedia war er ein Einsiedler, der nahe dem Fluss Nore lebte und für seine Gottesfurcht berühmt war (der Beiname „the Culdee“ leitet sich von irisch Céile Dé, „Gefährte Gottes“ ab, die Célí Dé waren eine asketische christliche Gemeinschaft in Irland. Ob Oengus dieser angehörte ist unsicher, der Beiname Céle De ist erst seit dem 17. Jhd. bezeugt.). Durch zu viele Bewunderer gestört, zog er sich in größere Einsamkeit zurück und gab das Eremitendasein schließlich ganz auf, um sich dann in Verkleidung einem Kloster als Laienbruder anzuschließen. Dort soll er, vom Klostergründer St. Máel Ruain erkannt, mit ihm die „Märtyrologie von Tallaght“ zusammengestellt haben. Laut Kindlers Literatur Lexikon war Óengus Mönch in verschiedenen Klöstern und später Abt und Bischof.